# Columba Macbeth-Green
Columba Macbeth Green OSPPE (Forbes, Nova Gales do Sul, Austrália, 30 de junho de 1968) é bispo de Wilcannia-Forbes.
Columba Macbeth Green entrou na ordem paulina e fez a profissão perpétua em 15 de setembro de 1996. Recebeu o Sacramento da Ordem em 22 de novembro de 1997.
Em 12 de abril de 2014, o Papa Francisco o nomeou Bispo de Wilcannia-Forbes.. Foi ordenado bispo pelo Núncio Apostólico na Austrália, Paul Gallagher, em 3 de julho do mesmo ano. Co-consagradores foram o Bispo de Wollongong, Peter Ingham, e o Bispo de Armidale, Michael Robert Kennedy. A inauguração na Diocese de Wilcannia-Forbes ocorreu dois dias depois.